# Isotemnus
Isotemnus es un género extinto de mamífero placentario del orden Notoungulata, suborden Toxodonta que vivió durante el Eoceno temprano a medio (hace 54-38 millones de años). 

## Características
Isotemnus era uno de los animales más grandes del Eoceno inferior en Patagonia, sin embargo fue uno de los miembros más pequeños de la familia Isotemnidae, pesando alrededor de 50 kg. Tenían una dentición completa, con los molares superiores con numerosas cristae (crestas secundarias  del ectolófido). Una de sus características más llamativas es la presencia de una cúspide extra anterior al metacono en el molar inferior.